# Guillermo Camacho
Guillermo Camacho Carrizosa (Bogotá, 1876-Ib, 1932) fue un periodista y político colombiano, que se desempeñó, entre otros cargos, como Ministro de Relaciones Exteriores de ese país. 

## Reseña biográfica
Nació en Bogotá en 1876, hijo de José Gabriel Camacho Roldán y de María Josefa Carrizosa Carrizosa, por lo cual era sobrino del presidente Salvador Camacho Roldán.
Pese a su importancia, se desconoce parte de su biografía. Estudió Derecho, inicialmente, pero después se dedicó al periodismo. Dirigió los periódicos El Nuevo Tiempo, La crónica y El Fígaro, siendo uno de los periodistas más destacados de su época.
Miembro del Partido Liberal, en el sector público fue Congresista, Ministro plenipotenciario en Francia, ministro plenipotenciario en España, Ministro de Relaciones Exteriores y Ministro de Obras Públicas, estas dos últimas carteras durante el gobierno de Rafael Reyes.
En 1915 se convirtió en miembro de la Academia Colombiana de Jurisprudencia, y desde 1930 fue académico de número, con la silla 30, que heredó de su familiar Nemesio Camacho.
Casado con Isabel Montoya de la Torre, hija de Mamerto Montoya Sanz de Santamaría y de Nicasia de la Torre Vargas. Falleció en 1932 a los 76 años. 